# Új zsidó temető (Łódź)
A Łódźi zsidó temető (lengyelül: Nowy Cmentarz żydowski), más néven Új zsidó temető egykor Lengyelország és a világ egyik legnagyobb zsidó temetője volt. A nekropolisz 1892-ben nyílt meg Łódź városában, a Bracka utcában és körülbelül 44 hektár területet ölel fel. A temetőben 180 000 és 230 000 közé tehető a megjelölt sírok száma, valamint itt találhatóak a Litzmannstadt-i gettó és a holokauszt áldozatainak tömegsírjai. 1893 és 1896 között a nekropolisz építése Adolf Zeligson építész felügyelete alatt fejeződött be, de később többször kibővítették.
A körbejárást az Abram Cukier utca tengelyének déli oldaláról érkező kapu biztosítja, amely a Chryzantem utca meghosszabbítása. A gyalogos megközelítés keletről a Zmienna utca mentén húzódó fal kapuján keresztül lehetséges. A temető kialakítása két, egymásra merőleges tengely elrendezésén alapul. Az első a főkaputól a szertartási épület előtti térre vezet. Mellette egykor a temető működésével összefüggő épületek voltak, a szertartási épület mellett ez a komplexum zsinagógát, temetői szolgálatra épült lakóházat, víztornyot, mikvét és egyéb kisebb építményeket tartalmazott.
Mára több mint száz történelmi sírhelyet nyilvánítottak műemlékké, amelyeken folyamatosan helyreállításokat végeznek. Izrael Poznański mauzóleuma a világ talán legnagyobb zsidó síremléke, és az egyetlen, amely díszítő mozaikot tartalmaz.
A temető ma is zsidó temetkezési helyként működik.

## Története
A temetőt a Bracka és a Zmienna utcákon hozták létre, és 1892-es létrehozását követően Európa legnagyobb zsidó nekropolisza volt. A zsidó temető létesítéséről akkor határoztak, amikor a környező városrészek lakói megtagadták a Wesoła utcai régi temető  bővítését, amelyben több mint 3 000 sír volt. Egy befolyásos iparos és gyártulajdonos, Izrael Poznański adományozta az első 10,5 hektár földet a temető létesítésére. Az 1892-es kolera járvány kitörése arra kényszerítette a kongresszusi Lengyelország cári hatóságait, hogy fogadják el az építkezést. Így az első 700 ember, akiket 1892 telén eltemetettek ide, a kolera áldozatai voltak. 1893-ban becslések szerint 1139 férfit és nőt temettek el az új temetőben.
A Beit Taharát (szertartási épület) Mina Dobrzyńska Konsztat finanszírozta 1896-ban, és 1898-ra készült el. 1900-ban Albert Cukier további földeket vásárolt, és nagymértékben kibővíttette a temetőt. Ez idő alatt több temetői munkás számára házat, és egy fából készült zsinagógát is felépítettek. Az első világháború súlyos pusztítást okozott, és sok sírkő súlyosan megrongálódott. A temető felújítása a város iparosainak anyagi támogatásából valósult meg. 1925-re a temető határait körülölelő eredeti fakerítést egy vörös téglafal váltotta fel, amely a mai napig áll. A temető összes sírköve kelet felé néz, és a 19. században többségüket különböző színekre festették.

## Galéria

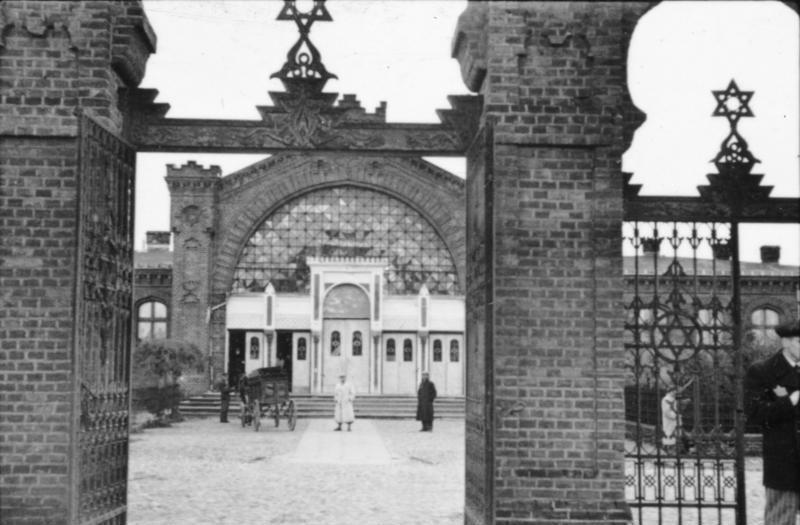
Beit Tahara – 1940-ben
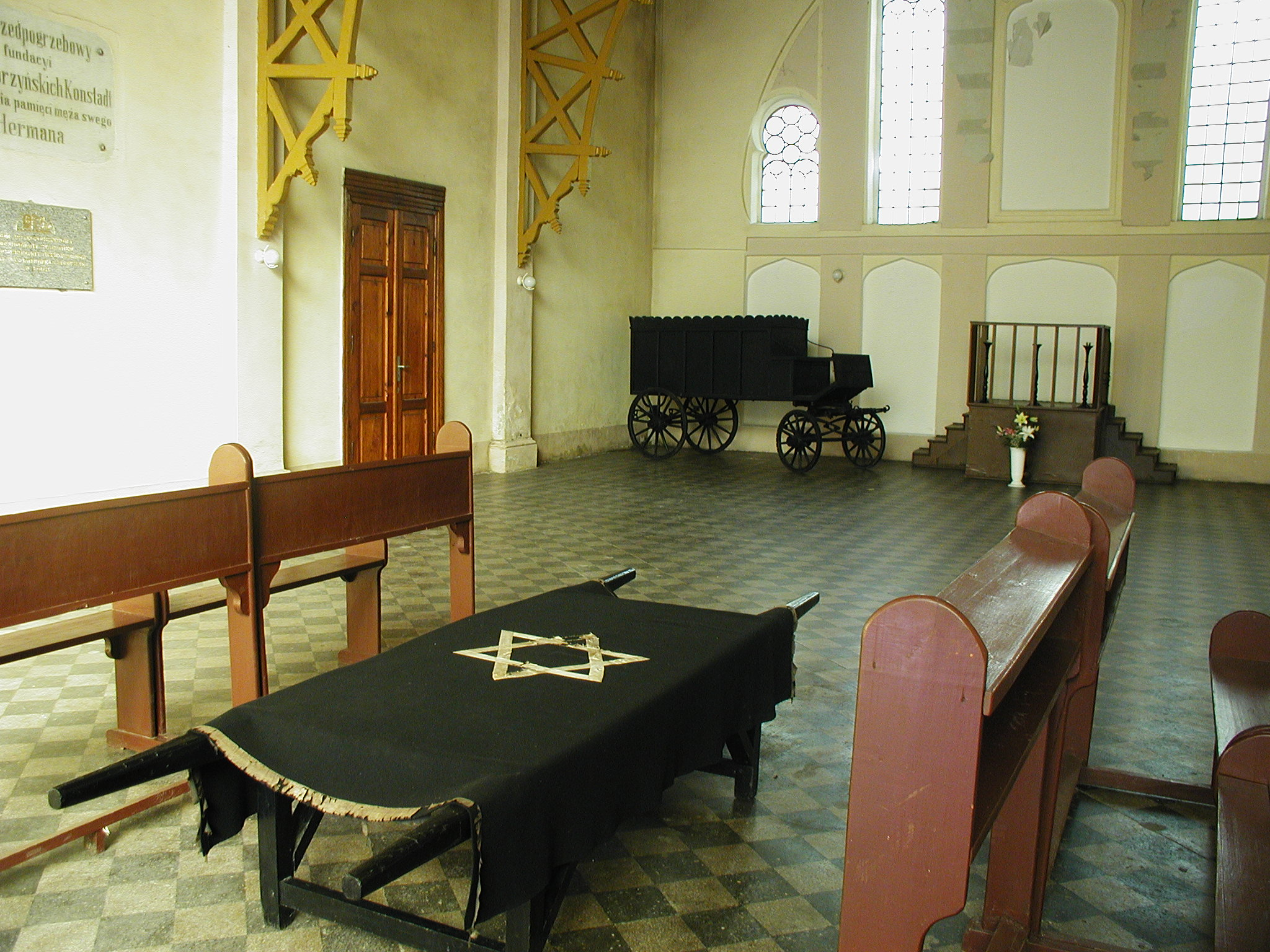
A halottasház belseje
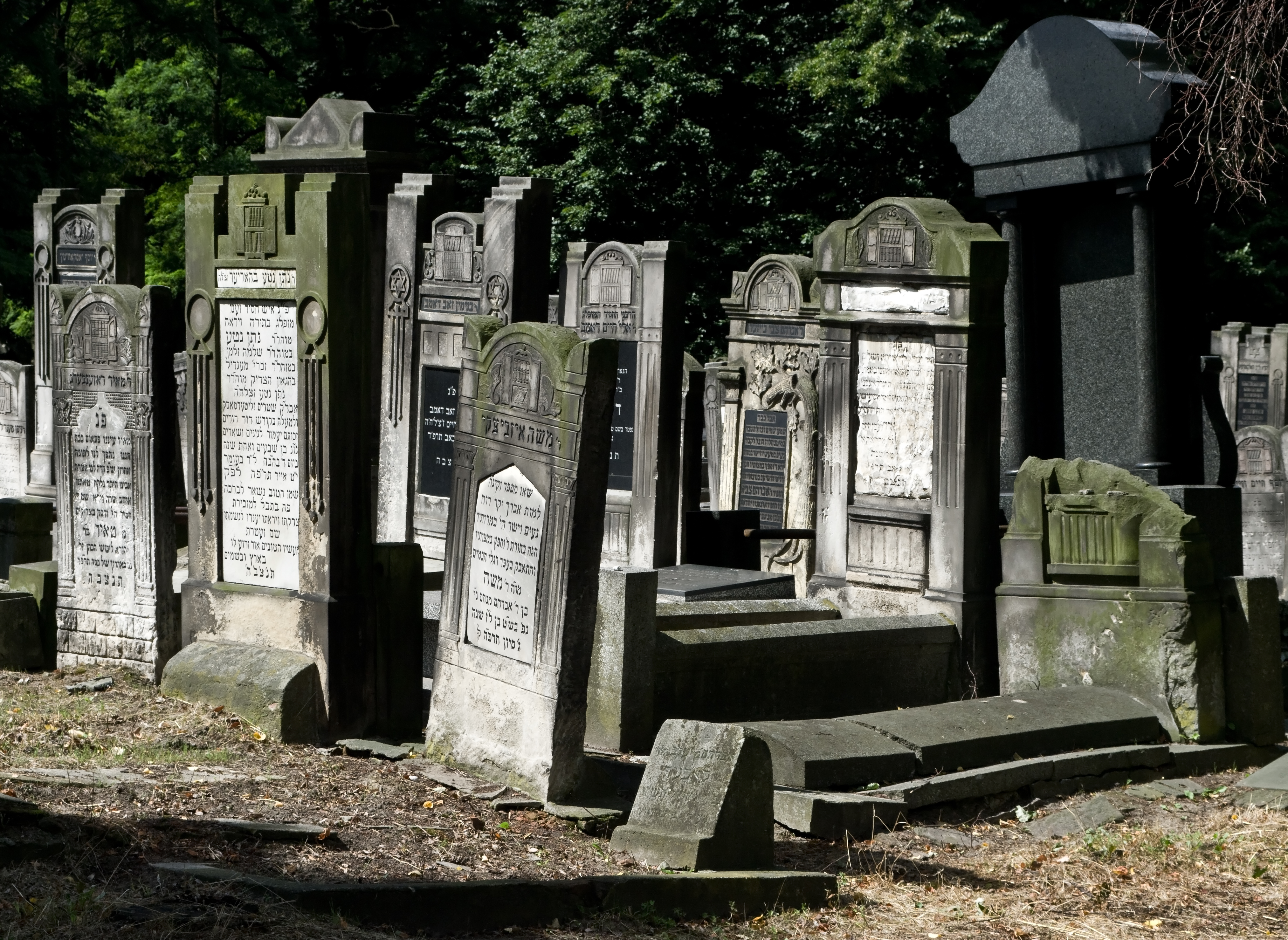
Zsidó sírkövek és sírok 2012-ben
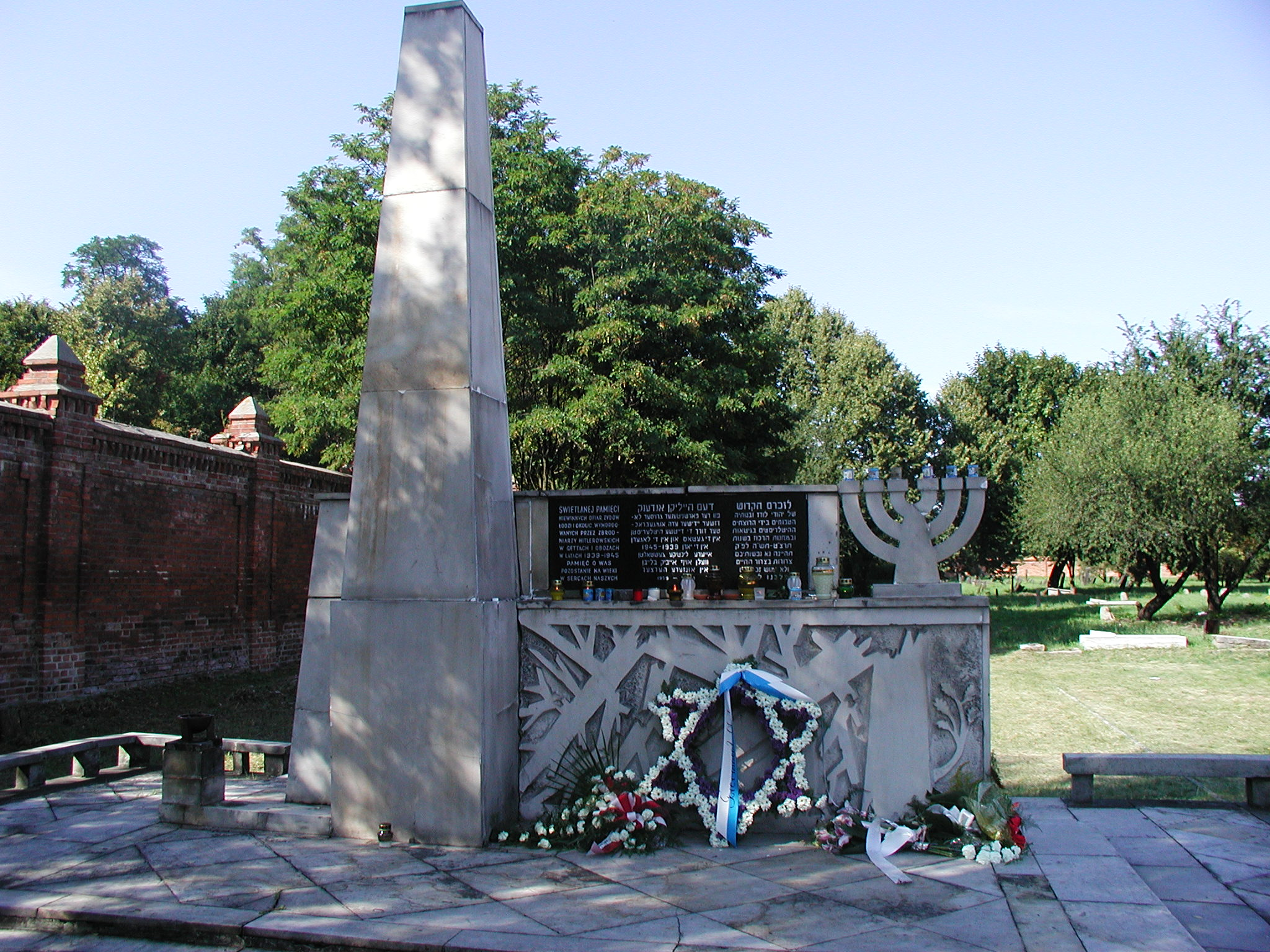
A holokauszt áldozatainak szentelt emlékmű
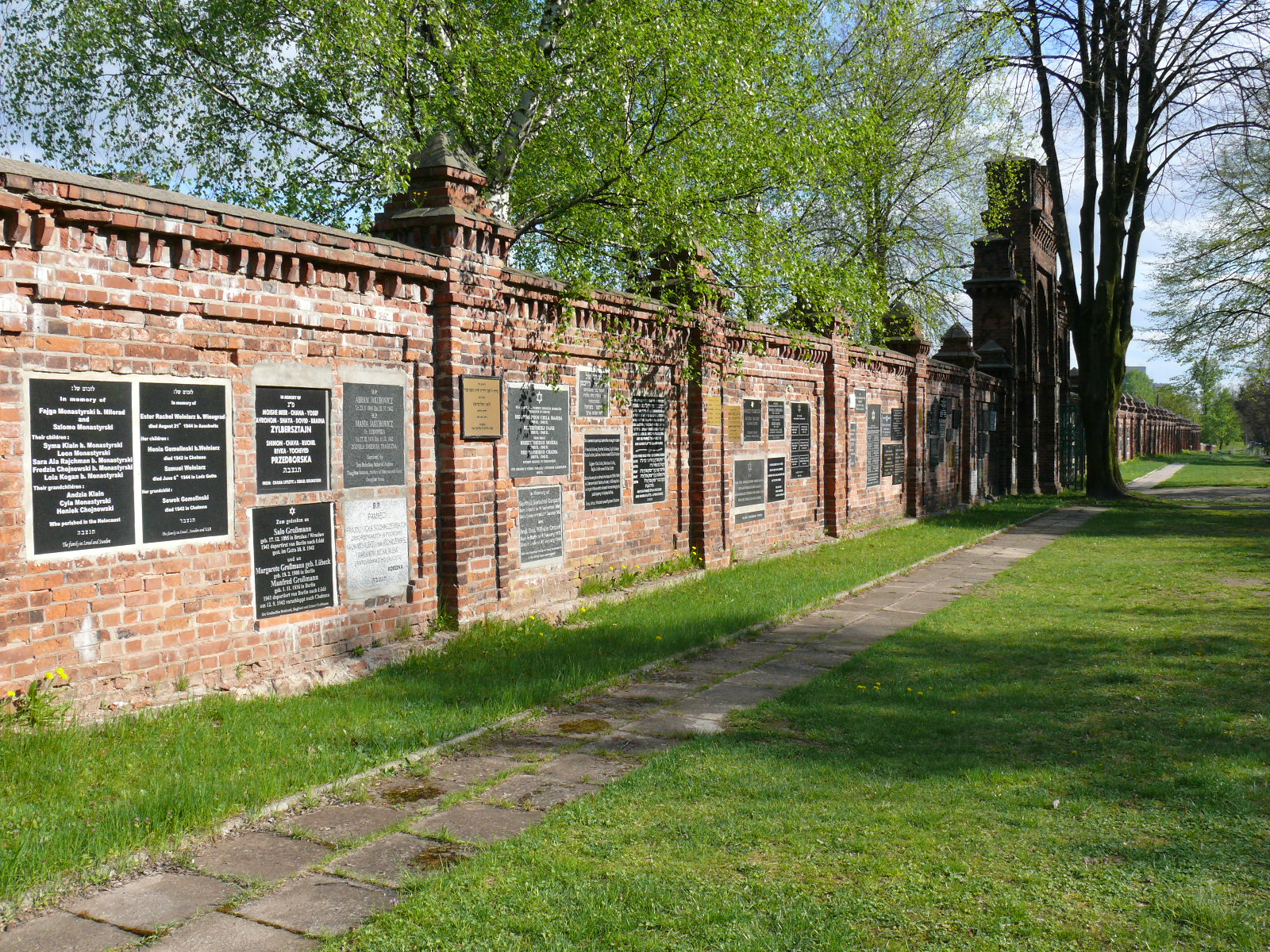
A temetőt határoló vörös téglafal
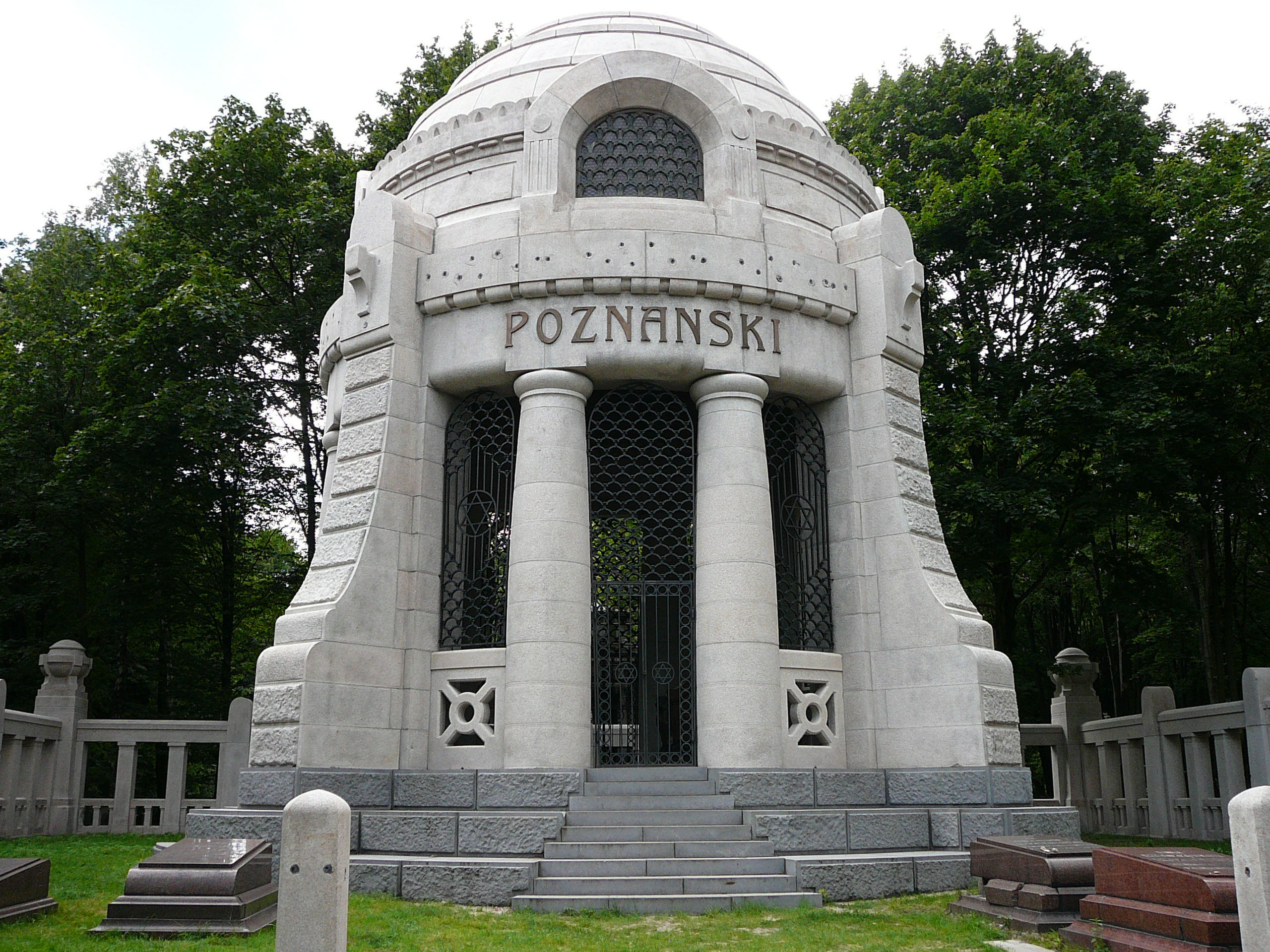
Izrael Poznański síremléke

## Fordítás
- Ez a szócikk részben vagy egészben  a   Jewish Cemetery, Łódź című angol Wikipédia-szócikk ezen változatának fordításán alapul.  Az eredeti cikk szerkesztőit annak laptörténete sorolja fel. Ez a jelzés csupán a megfogalmazás eredetét és a szerzői jogokat jelzi, nem szolgál a cikkben szereplő információk forrásmegjelöléseként.